# ロリー・ダージ
ロリー・ダージ（Rory Darge、2000年2月23日 - ）は、ユナイテッド・ラグビー・チャンピオンシップ、グラスゴー・ウォリアーズに所属するラグビー選手。

## プロフィール
- スコットランド・エディンバラ出身[1]。
- ポジションはフランカー(FL)、ナンバーエイト(No8)。
- 身長 186cm、体重 102kg
- U20スコットランド代表に選ばれたことがある[2]。
- スコットランド代表キャップは17（2024年3月現在）でラグビーワールドカップ2023のスコットランド代表に選ばれたことがある[3]。

## 略歴
サウスタンナイツ、エディンバラを経て、2021年、グラスゴー・ウォリアーズに加入。